# Patrick Jane
(Patrick Jane)
Patrick Jane è il personaggio principale della serie televisiva The Mentalist, creata da Bruno Heller. È interpretato da Simon Baker e doppiato da Sandro Acerbo. Jane è un consulente indipendente del "California Bureau of Investigation" (CBI), un'agenzia statale di investigazione e, successivamente, dell'FBI.
Utilizza le sue abilità di "mentalista" unitamente a grandi capacità di osservazione, intuizione, deduzione e altre varie tecniche (come la manipolazione, l'ingegneria sociale e l'ipnosi) apprese nel suo passato da falso sensitivo al circo.

## Caratterizzazione
Patrick Jane ha un carattere controverso ed è un uomo dalle mille sfaccettature. Ciò che è più certo è che può essere definito un uomo infinitamente gioviale, simpatico e intelligente. E, allo stesso tempo, è una persona che nasconde la sua vera natura, che lotta per non ricadere nell'oblio e che mira alla vendetta della sua famiglia. Si comporta come una persona tormentata, infastidendo tutti, e in genere è molto diretto nei suoi giudizi. Sembra portare una maschera sorridente tutti i giorni, e il suo lato oscuro esce ogni volta che ci sono casi riguardanti John il Rosso. Nonostante questo suo lato oscuro è anche una persona che adora i bambini e che cerca di difendere sempre e comunque i suoi amici e colleghi. Ha un buon rapporto con gli animali, specialmente con i cani e i cavalli, probabilmente anche per il luogo dove è cresciuto, il circo. Non sopporta i potenti, i lobbysti e gli affaristi, e i politici in generale. Pare inoltre che abbia una certa diffidenza verso i medici e gli ospedali.
Ama le automobili europee d'epoca (afferma di averne una collezione): la sua auto è una Citroën DS celeste. Ha inoltre una passione per il tè, che beve spesso anche nelle case che visita durante il lavoro. Inoltre mangia spesso le uova e i muffins, specialmente quelli ai mirtilli, e a volte beve lo Scotch. A volte soffre d'insonnia a causa del pensiero di Red John e usa spesso dei sonniferi per addormentarsi la notte. Non gli piace il latte caldo ed è intollerante al lattosio.
In un episodio fa uso accidentale di droga, quando si avvelena con un tè contaminato dalla belladonna, che gli causa alcune allucinazioni della figlia e un ricovero in ospedale. Si veste quasi sempre allo stesso modo: completo da tre pezzi con gilet nero, grigio o blu, camicia bianca o azzurra non stirata, e a volte un cappotto blu. Non ha mai frequentato la high school a causa dei suoi impegni nel circo da falso sensitivo, ma la sua cultura è molto vasta: dalla letteratura, alla musica, alla storia dell'arte e anche la cucina tipica di varie nazioni. Pare che conosca più lingue: sicuramente ne parla molto bene una (oltre all'inglese), cioè la lingua spagnola, ma conosce anche in parte il francese, l'italiano e altre lingue europee.

### Ispirazione
Il personaggio di Patrick Jane è una versione moderna e americana di Sherlock Holmes: è un detective estraneo alla polizia, irriverente, logico, che prova piacere a svelare i misteri. La sua nemesi, il serial killer John il Rosso, ha alcune caratteristiche che lo avvicinano al nemico di Holmes, il professor Moriarty: è un uomo misterioso, il cui volto non viene mai mostrato, ha caratteristiche d'intelligenza e astuzia pari, se non superiori, a quelle di Jane, come egli stesso ammette; inoltre chiunque si avvicina troppo alla sua identità, anche i suoi stessi amici e complici, finisce ucciso senza pietà, da John stesso o da qualche insospettabile alleato (proprio come avviene ai nemici o ai membri dell'organizzazione di Moriarty nei racconti di Arthur Conan Doyle).
Oltre a Holmes, il personaggio di Jane, così come la trama del telefilm, presenta qualche analogia con personaggi e trame di varie serie televisive precedenti, incentrate sul protagonista che, da solo, risolve i casi grazie alle sue intuizioni improvvise e apparentemente improbabili per altre persone, come Life, Psych, Monk, Profiler, Dr. House, Criminal Minds e Colombo.

## Passato
Non si conosce molto del passato di Jane, anche perché tende a non parlarne, a parte gli eventi relativi a John il Rosso. A ogni modo, Jane ha dichiarato di non essere mai stato al liceo e nell'episodio Un lancio rosso fuoco viene rivelata una parte della sua giovinezza. Il padre, un truffatore che lavorava in un luna park itinerante, dove Jane sembra aver vissuto almeno per qualche tempo, l'ha addestrato sin da piccolo a studiare le persone nei più minimi particolari, e l'ha obbligato a fingere di possedere poteri paranormali e in particolare, quando Jane aveva 16 anni, a truffare una ragazza in fin vita, convincendola di possedere un minerale che poteva curarle il cancro. Quella volta Patrick lo assecondò ma, successivamente, non risulta che abbia mai truffato persone fisicamente malate. Dopo che lasciò il circo, probabilmente non ebbe più rapporti col padre. Non si sa se la madre di Jane sia morta, in quanto non ne ha mai parlato, a parte un accenno nell'episodio pilota. Anche Lisbon e i colleghi sanno che Jane lavorava in un circo poiché probabilmente è rivelato dalla sua scheda personale. Jane lasciò il mondo del circo quando conobbe la futura moglie, Angela Ruskin, che era figlia di famosi circensi del Midwest degli Stati Uniti. Il cognato di Patrick, Danny, è un noto truffatore e per lungo tempo non ha perdonato Jane di aver portato via la sorella dal suo mondo. Patrick Jane in seguito divenne famoso come sensitivo, tanto che alcune riviste gli dedicarono la copertina e partecipò, diverse volte, a trasmissioni televisive. Inoltre, aveva numerosi clienti privati (nell'ordine delle centinaia) e divenne quindi molto ricco. A volte, oltre a truffare, collaborava con la polizia (almeno a sua detta), la quale gli chiedeva delle localizzazioni psichiche. In un talk show, vendendosi come medium e detective paranormale, prese in giro il serial killer John il Rosso, definendolo "piccolo uomo, brutto e tormentato".
In questo modo scatenò la furia di John, che gli uccise la famiglia e gli lasciò un biglietto attaccato alla porta con su scritto: "caro signor Jane, non mi piace essere insultato sui media, specialmente da un piccolo imbroglione avido di denaro come lei. Se lei fosse un vero sensitivo, non avrebbe bisogno di aprire questa porta per sapere cosa ho fatto alla sua deliziosa moglie e a sua figlia". Non c'era alcuna firma, ma John lasciò sul muro il solito simbolo tracciato in senso orario, con le tre dita della mano destra guantata di gomma, e un segnale più personale, ricoprendo le unghie dei piedi della moglie e della figlia di Jane con il loro stesso sangue, a modo di smalto. Patrick trascorse 6 mesi successivi al delitto in preda a un crollo nervoso con un estremo senso di colpa, ricoverato in una clinica psichiatrica. Questo periodo del ricovero non compare nel suo fascicolo; l'unica persona che ne è a conoscenza è Teresa Lisbon. Jane non riesce per lungo tempo, a causa probabilmente del senso di colpa (e perché sostiene che loro non siano lì), a visitare la tomba della moglie e della figlia, fino a quando non vi accompagna il cognato Danny, l'unico suo parente con cui abbia contatti. Nell'episodio L'uomo dei palloncini rossi visita una sua vecchia cliente che, in passato, Jane ha truffato in veste di sensitivo; dato che tutto quello che Jane le aveva raccontato si era, in un modo o nell'altro, avverato, la donna continua a crederlo dotato di poteri paranormali, ma lui cerca ripetutamente di farle capire di averle sempre mentito, senza che la donna lo ascolti e lasciandosi, nel frattempo, imbrogliare anche da un nuovo sensitivo. Quando, alla fine della puntata, Jane riesce a salvare il figlio della donna, le dimostra come ci è riuscito, chiedendole scusa per tutte le bugie dette e dimostrando, quindi, di essersi pentito per quello che ha fatto a tante persone prima della morte della moglie e della figlia.

### Vita personale
Jane vive nel ricordo della moglie, tiene ancora al dito la sua fede nuziale e rifiuta categoricamente qualsiasi relazione sentimentale, sostenendo di essere ancora sposato. Una sola volta, è uscito a cena con Kristina Frye. Flirta continuamente e ha un rapporto di forte amicizia e affetto con Teresa Lisbon, ma per anni non va mai oltre i rapporti professionali, anche se nella puntata La ragazza dal vestito rosso prima di sparare alla stessa Lisbon (in realtà è solo una trappola per Red John) le dice "Ti amo". Solo nell'episodio Risvegli in rosso tenta, invano, di togliersi la fede in occasione di un appuntamento con la sensitiva Frye. Nella quarta stagione, quando perde temporaneamente la memoria a causa di una fuga dissociativa (rischia di annegare), si comporta come un playboy. Successivamente in un altro episodio, bacia Erica Flynn, una vedova che ha ucciso il marito e lui stesso ha fatto arrestare (e che poi evade); in un altro episodio Jane diventa brevemente l'amante della cameriera di Las Vegas, Lorelei Martins, che in realtà è seguace di Red John e che Patrick fa arrestare, dopo aver cercato di usarla per arrivare al nemico.
Possiede una villa molto elegante sul mare a Malibu, che dopo il delitto, è stata svuotata di quasi tutti gli arredi. Il simbolo di John il Rosso sulla parete della camera da letto non è mai stato cancellato. Quando è a casa, dorme su un materasso appoggiato per terra, sotto di esso. Tuttavia non lo si vede spesso a casa (solo tre volte fino a ora), in quanto dorme quasi sempre su un divano nella sede del CBI oppure, dalla terza stagione, nel sottotetto dello stesso palazzo, anche perché Malibu dista molti chilometri. Inoltre, quando non è in giro per lavoro, il suo domicilio ufficiale è un motel, anche se ci passa solo la notte.
Ogni anno, all'anniversario della morte della sua famiglia, prenota un tavolo a un ristorante e beve tre cocktail. Durante l'ultimo episodio della sesta stagione dichiarerà il suo amore a Teresa Lisbon, quando lei sta per partire alla volta di Washington per raggiungere il futuro marito, Jane sale sul suo aereo e finalmente esprime i suoi sentimenti. Dopo averle rivelato la verità viene portato via e tenuto in custodia all'aeroporto dove Lisbon lo raggiunge e gli dice di ricambiare i suoi sentimenti. Alla fine si scambiano un lungo bacio. Alla fine della settima e ultima serie, Jane sposa Lisbon e hanno un figlio.

## Al California Bureau of Investigation

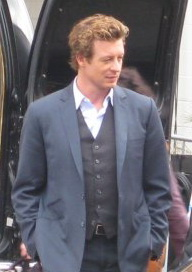
Simon Baker interpreta Patrick Jane, durante l'episodio pilota

Nell'episodio numero 100 della serie, viene mostrato come Patrick sia arrivato al CBI. Jane appena uscito da un istituto per cure mentali (dove è stato all'incirca per 6 mesi) si reca al CBI chiedendo informazioni e file riguardanti il caso di John il Rosso. Lisbon gli consiglia di tornare più tardi, e intanto Jane provoca l'agente del CBI Steve Hanniger, che lo colpisce violentemente. Minelli dispiaciuto per l'accaduto, promette a Patrick che gli saranno mostrati i documenti sul caso e lo invita ad andare su una scena del crimine con Teresa Lisbon; qui Jane dà delle dritte alla squadra. Alla fine dell'episodio Lisbon gli chiede aiuto per dare una svolta al caso. Jane, riluttante, accetta: fa riunire in una stanza i sospettati e mediante un trucco eseguito con dei tarocchi "improvvisati" individua il killer. Il capo del CBI Minelli, impressionato dalla sua bravura, gli offre un posto come consulente e ovviamente Patrick accetta. Probabilmente (ma non è stato rivelato) è stato un piano di Jane sin dall'inizio, in modo da poter controllare in prima persona tutti gli sviluppi sul caso di John il Rosso. Nel corso della serie, Patrick ancora turbato dal suo passato, ha rivelato in più occasioni che catturare e uccidere Red John per lui ha la massima priorità, anche se la vendetta dovesse portarlo alla morte o all'incarcerazione (che rischia all'inizio della quarta stagione, per avere ucciso un uomo che poi si scopre non essere John). È convinto che solo così - nonostante Lisbon cerchi di convincerlo del contrario - riuscirà a far tacere il rimorso di aver provocato involontariamente la morte della sua famiglia.
Nonostante sia propenso a ingannare o infastidire sia i membri della squadra sia altre persone, come ad esempio sospettati con i suoi giochi mentali, Patrick Jane generalmente evita qualsiasi tipo di confronto fisico e detesta le armi, affermando che sono troppo pericolose, non usandole quasi mai (anche perché non è autorizzato a portarle). Un'eccezione a tale comportamento è presente nell'episodio Le orme di John il rosso, in cui Jane usa un fucile per uccidere il complice di John il Rosso, che stava minacciando Lisbon con una pistola. Jane decide di sparargli, nonostante sia un valido testimone per la cattura di Red John, pur di salvare la vita di Lisbon. Dopo l'atto, tuttavia, getta l'arma con disgusto e successivamente sostiene di non aver cambiato idea riguardo ai suoi piani su John il Rosso. In un altro episodio spara a un uomo che ritiene erroneamente essere Red John.
Nell'episodio Cartellino rosso per Jane, aggredisce un assassino con un badile e lo chiude in una bara per farlo confessare. In seguito a ciò viene sospeso dal CBI.
Per quanto riguarda le sue abilità, Jane ha ammesso apertamente di essere un truffatore dopo la morte della sua famiglia. Non crede affatto ai sensitivi e ai medium né all'esistenza dell'aldilà (probabilmente, come si intuisce in alcuni episodi, è ateo o agnostico, o comunque uno scettico), anche se quando la presunta sensitiva Kristina Frye indovina e gli rivela ciò che lui ha sempre desiderato sapere (cioè che la figlia è morta nel sonno e non ha avuto paura) egli rimane profondamente colpito e sconvolto. In altri casi mostra comunque un certo rispetto per la fede altrui, anche se a volte tende a ridicolizzare chi crede troppo nel paranormale o negli extraterrestri.
Ha un estremo senso dell'osservazione, e una buona conoscenza della natura umana. Spesso si affida solo a intuizioni fondate su particolari che solitamente sono considerati irrilevanti dagli altri.

### La ricerca della vendetta
Nell'ultimo episodio della terza serie Jane riesce finalmente a incontrare il presunto John il Rosso faccia a faccia (dopo aver incontrato il vero John mascherato nel finale della seconda serie), al tavolino di un bar. Jane dice a John di volersi ritirare e gli suggerisce di tornare a vivere una vita normale, senza pensare alla vendetta; poi gli rivela particolari precisi sui delitti. Quando John, che è armato, sta andando via, Patrick lo richiama, e gli spara improvvisamente tre colpi di pistola al ventre, uccidendolo all'istante. Le motivazioni e le coperture "importanti" del serial killer restano tuttora misteriose. Jane viene così arrestato.
Nel primo episodio della quarta stagione si scopre che l'uomo che ha ucciso non è probabilmente l'autentico John il Rosso (anche se l'uomo che Jane ha ucciso non era comunque una brava persona, forse vicina al killer e rapitore di una donna), ma Patrick mente alla giuria, sostenendo la legittima difesa, dicendo che quell'uomo (in realtà un certo Timothy Carter) era il serial killer perché se Jane venisse arrestato questa sarebbe una vittoria per John il Rosso, ancora in libertà.
Jane riesce a "manipolare" i giurati, convincendoli della sua tesi e viene assolto. Viene reintegrato al CBI ma inizialmente in un altro team. In un altro episodio si fa licenziare dal CBI per ingannare Red John, fingendo di voler diventare un suo amico, ma anche i successivi tentativi di catturare il criminale vanno a vuoto, perché la talpa di Red John all'FBI, lo informa sul piano di Jane. Tuttavia anche John aveva un piano o meglio una richiesta da fare a Jane, cioè di smetterla con la ricerca della vendetta e di diventare, anche lui, un suo seguace. Patrick rifiuta categoricamente e lo manda all'inferno e John ordina alla sua discepola, Lorelei Martins, di lasciarlo andare ma di tagliargli due dita; Jane riesce fortunosamente a fuggire grazie all'arrivo dell'FBI e del CBI. Lorelei gli rivela poi, nella quinta stagione, che lui e John si sono conosciuti personalmente in passato. In seguito Patrick stila una lista dei possibili Red John, nella quale sono presenti diverse persone viste nella serie. Nella puntata finale della 5 stagione Jane riduce la lista a soli 7 sospettati, tra i quali si trova con certezza John, che è a sua volta a conoscenza della lista. La lista finale di John il Rosso comprende: Bret Stiles (leader del culto Visualize), Gale Bertram (direttore CBI), Raymond "Ray" Haffner (detective privato, ex agente FBI e CBI, nonché membro di Visualize), Reede Smith (agente FBI), Robert "Bob" Kirkland (agente della Homeland Security, che indaga su John), lo Sceriffo Thomas McAllister (uno sceriffo di Napa County incontrato nella prima stagione) e Brett Partridge (capo della polizia scientifica del CBI, che viene presentato come un esperto di John il Rosso). Nella sesta stagione, episodio 8 (intitolato "John il Rosso"), Jane avrà la sua vendetta.
Due anni dopo, passati in clandestinità in un paese estero, Jane viene convinto con l'inganno a tornare negli Stati Uniti dove l'FBI gli propone di lavorare per loro in cambio dell'assoluzione dall'accusa di omicidio nei confronti di Thomas McAllister. Inizialmente Jane non accetta poiché l'offerta non lo soddisfa abbastanza, ma poi, con uno stratagemma, riesce a convincere i federali a sottostare a tutte le sue richieste, compresa il lavorare per loro ma assieme a Lisbon. Così Patrick Jane è riuscito a uccidere la sua nemesi e, di fatto, a non essere perseguito per questo.